# Neferites I
Neferites I var en farao av Egyptens tjugonionde dynasti. Han regerade 399 och 393 f.Kr. 
Han var mest långvariga regenten av sin dynasti.